# تاینان
تاینان (به لاتین: Tainan) یک شهر ویژه است که در تایوان واقع شده‌است.

## خصوصیات
تاینان ۲٬۱۹۱٫۶۵۳۱ کیلومترمربع مساحت و ۱٬۸۸۴٬۲۸۴ نفر جمعیت دارد.

## خواهرخوانده
شهرهای کلمبوس، اوهایو، اکلاهما سیتی، البلنگ، سن‌خوزه، کالیفرنیا، هانتسویل (آلاباما)، فربنکس، کانزاس‌سیتی، میزوری، کاربوندیل، ایلینوی و اورلندو، فلوریدا خواهرخوانده‌های تاینان هستند.